# Oenanthe laciniata
Oenanthe laciniata är en tvåhjärtbladig växtart som först beskrevs av Carl Ludwig von Blume, och fick sitt nu gällande namn av Heinrich Zollinger. Oenanthe laciniata ingår i släktet stäkror, och familjen flockblommiga växter. Inga underarter finns listade i Catalogue of Life.